# Albany Hancock

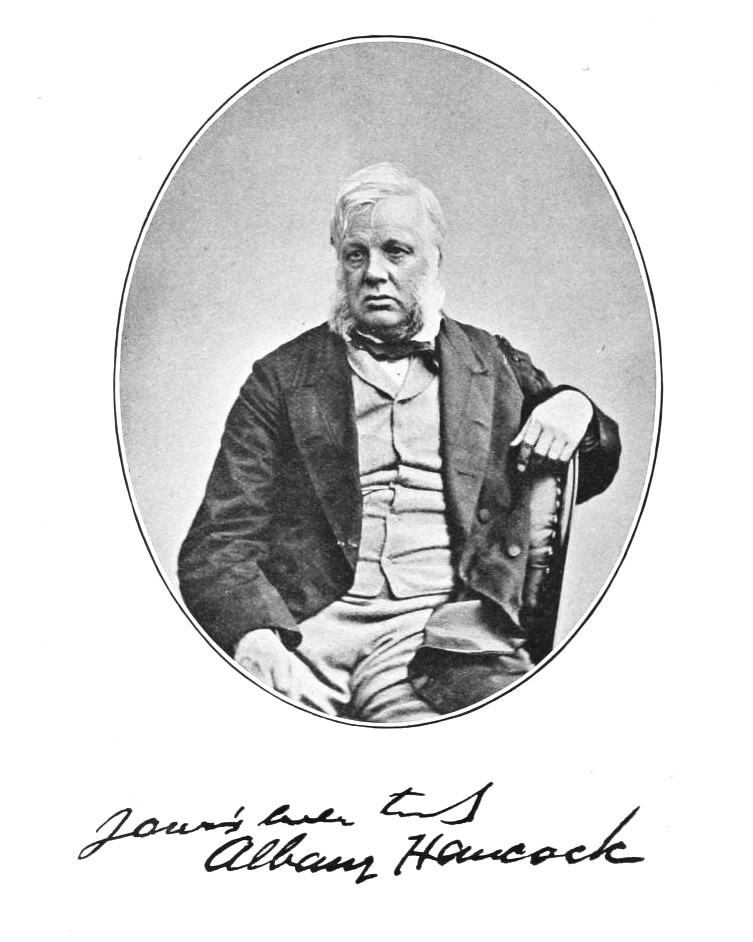
Albany Hancock

Albany Hancock (* 24. Dezember 1806 in Newcastle upon Tyne; † 21. Januar 1873 ebenda) war ein britischer Zoologe, der sich vor allem mit Mollusken und Manteltieren befasste.

## Leben
Hancock, der aus einer Familie von Schmieden und Sattlern stammte, war Anwalt (Solicitor). Nach der Lehre arbeitete er in London und ab 1830 wieder in Newcastle. Er war mit Joshua Alder 1829 Gründer der Natural History Society of Northumberland, Durham and Newcastle upon Tyne. Später gab er seinen Beruf als Anwalt ganz auf und widmete sich nur noch der Zoologie.
Mit seinem Freund Alder schrieb er eine mehrbändige Monographie über Nacktkiemer für die Ray Society und außerdem eine Monographie über britische Manteltiere, die erst nach dem Tod von beiden erschien. Er hatte seine Anwaltspraxis im selben Haus, in dem auch Alder seinen Laden hatte. Beide beschrieben zahlreiche neue Arten und Gattungen.
Er war Fellow der Linnean Society of London (1862) und korrespondierendes Mitglied der Zoological Society of London sowie Ehrenmitglied der Zoologisch-Botanischen Gesellschaft in Wien. 1858 erhielt er die Royal Medal der Royal Society. Hancock korrespondierte mit Wissenschaftlern wie Charles Darwin, Thomas Henry Huxley und Richard Owen und veröffentlichte rund 70 wissenschaftliche Arbeiten. Er war ein geschickter Anatom und Zeichner.

## Familie
Sein Bruder John Hancock (1808–1890) war ebenfalls Naturforscher (Ornithologe). Die unverheirateten Brüder wohnten mit der Schwester zusammen und bauten eine Sammlung auf, die sich im heutigen Hancock Museum in Newcastle ist, das sich gegenüber ihrem ehemaligen Wohnhaus befindet. Es war ursprünglich das Museum der Natural History Society of Northumberland und wurde 1891 zu Ehren der Brüder benannt. Schon sein Vater war Naturforscher, der den Söhnen eine naturhistorische Bibliothek und Sammlung hinterließ (Pflanzen, Insekten, Conchylien).